# Arthur John Stanley
Arthur John Stanley (Londra, 26 giugno 1853 – Londra, 16 luglio 1935) è stato un calciatore e tennista britannico.

## Biografia
Studente del Trinity College, s'interessò dapprima al calcio. Tra il 1877 e il 1878 giocò per i Wanderers, passando poi al Clapham Rovers, con cui disputò due finali consecutive di FA Cup: la prima, quella del 1879, fu persa, mentre invece la seconda fu vinta nel 1880.
Dopo l'unico trofeo calcistico conseguito decise di cambiare sport e si dedicò al tennis, con ottimi risultati. Dal 1881 partecipò al torneo di Wimbledon, anche se il suo esordio non fu positivo perché eliminato subito al singolare maschile da Thomas Gallwey (6-4, 3-6, 5-6, 4-6). La sua miglior prestazione fu nel 1885, quando al singolare maschile raggiunse i quarti di finale battendo il conte di Winton (4-6, 6-3, 6-8, 6-0, 6-0) ma venendo sconfitto dal campione americano James Dwight (3-6, 3-6, 4-6). Dallo stesso anno partecipò anche al doppio, e in coppia con Claude Farrer raggiunse anche la finale dell'edizione di quell'anno, venendo tuttavia battuto dai fratelli William ed Ernest Renshaw (3-6, 3-6, 8-10). La situazione si ripeté l'anno successivo, con una nuova sconfitta contro i Renshaw (3-6, 3-6, 6-4, 5-7). Giocò nel doppio in maniera più o meno continuativa fino al 1901, quando fu eliminato al primo turno, e da allora si ritirò.

## Palmarès

### Club

#### Competizioni nazionali
- Coppa d'Inghilterra: 1

Clapham Rovers: 1879-1880